# Тю
Тю (в'єт. sông Chu) також  Лионг (в'єт. sông Lường), також Шам; в Лаосі Сам) — річка в Лаосі і В'єтнамі. Довжина — 325 км. Площа водозбірного басейну — 7580 км².

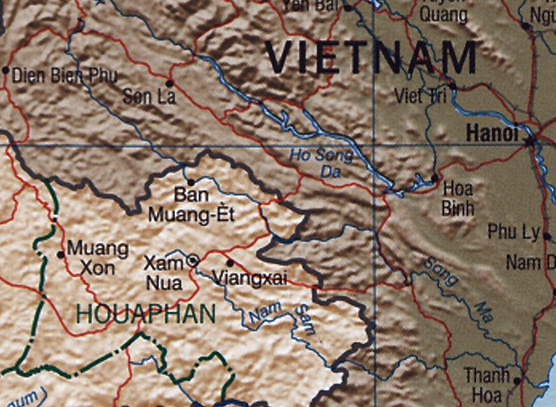
На мапі підписано як Nam Sam

Витоки Тю на горі Хоуа (2062 м) біля міста Самниа в північно-східній частині Лаосу, в провінції Хуапхан. Впадає в річку Ма справа і є найбільшою її притокою.
Протяжність по Лаосу — 165 км, по В'єтнаму — 160 км. На річці лежать в'єтнамські міста Тхионгсуан, Ламшон, Тхосуан, Ванха (всі — провінція Тханьхоа).
Живлення переважно дощове [джерело не вказане 4435 днів]. Повені літньо-осінні.[джерело не вказане 4435 днів]. Середні річні витрати води 148[джерело не вказане 4435 днів] м³/с. Води використовуються для зрошення.
Одна із найбільших приток — річка Канг.